# صندوق (خودرو)

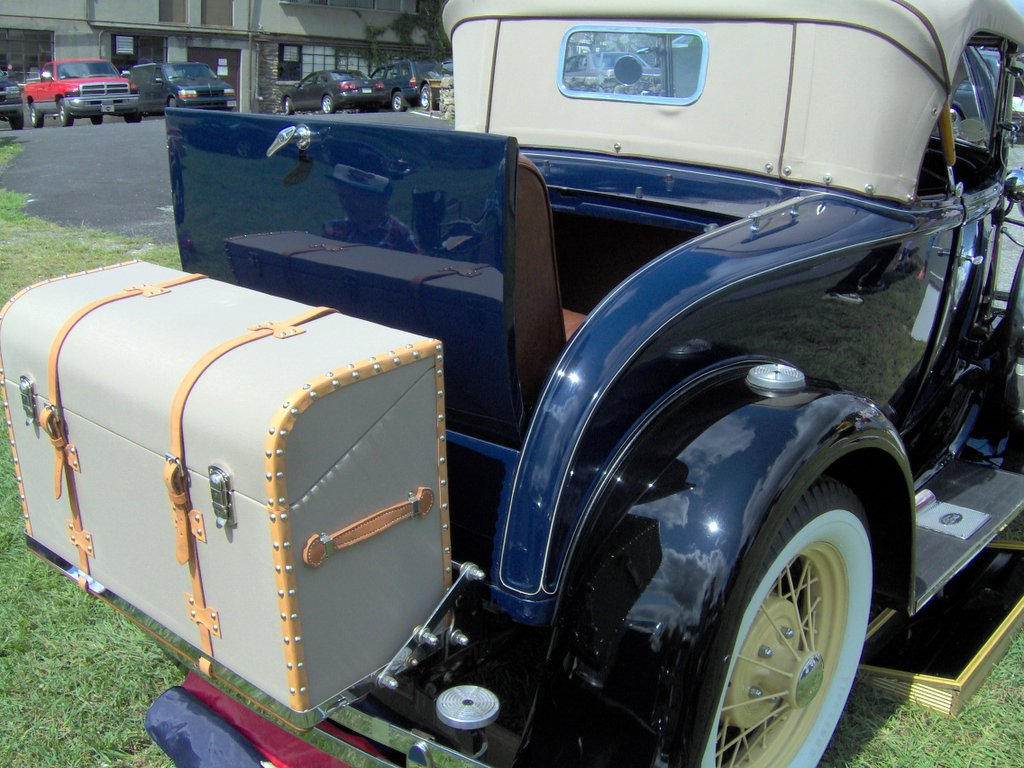
خودروهای قدیمی صندوق مجزا داشتند.

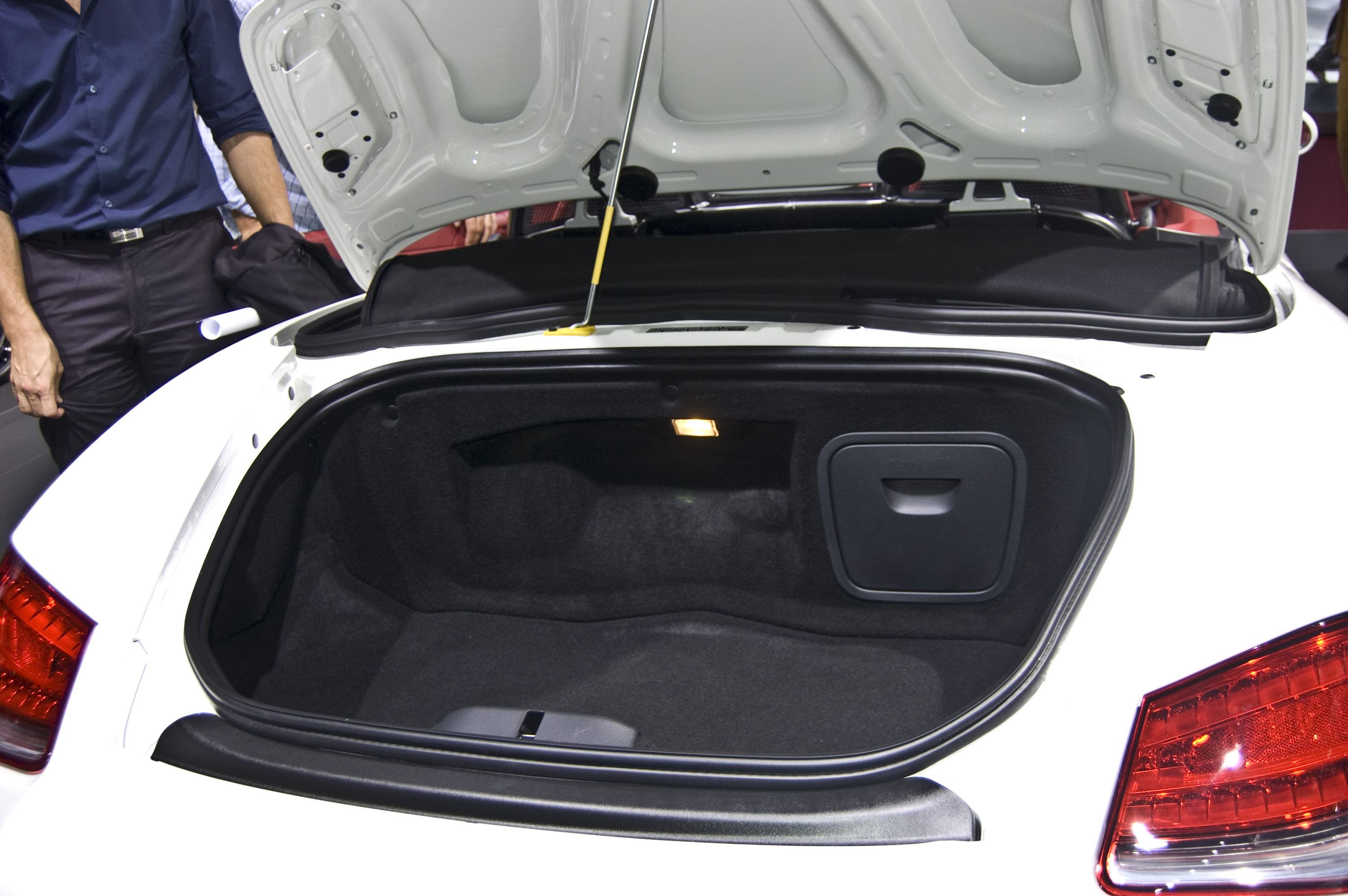
صندوق عقب پورشه Boxster

صندوق خودرو یا صندوق عقب (trunk, boot) به امکانات انبار کردن کالا در یک خودرو یا وسیله نقلیه گفته می‌شود.

## طرح

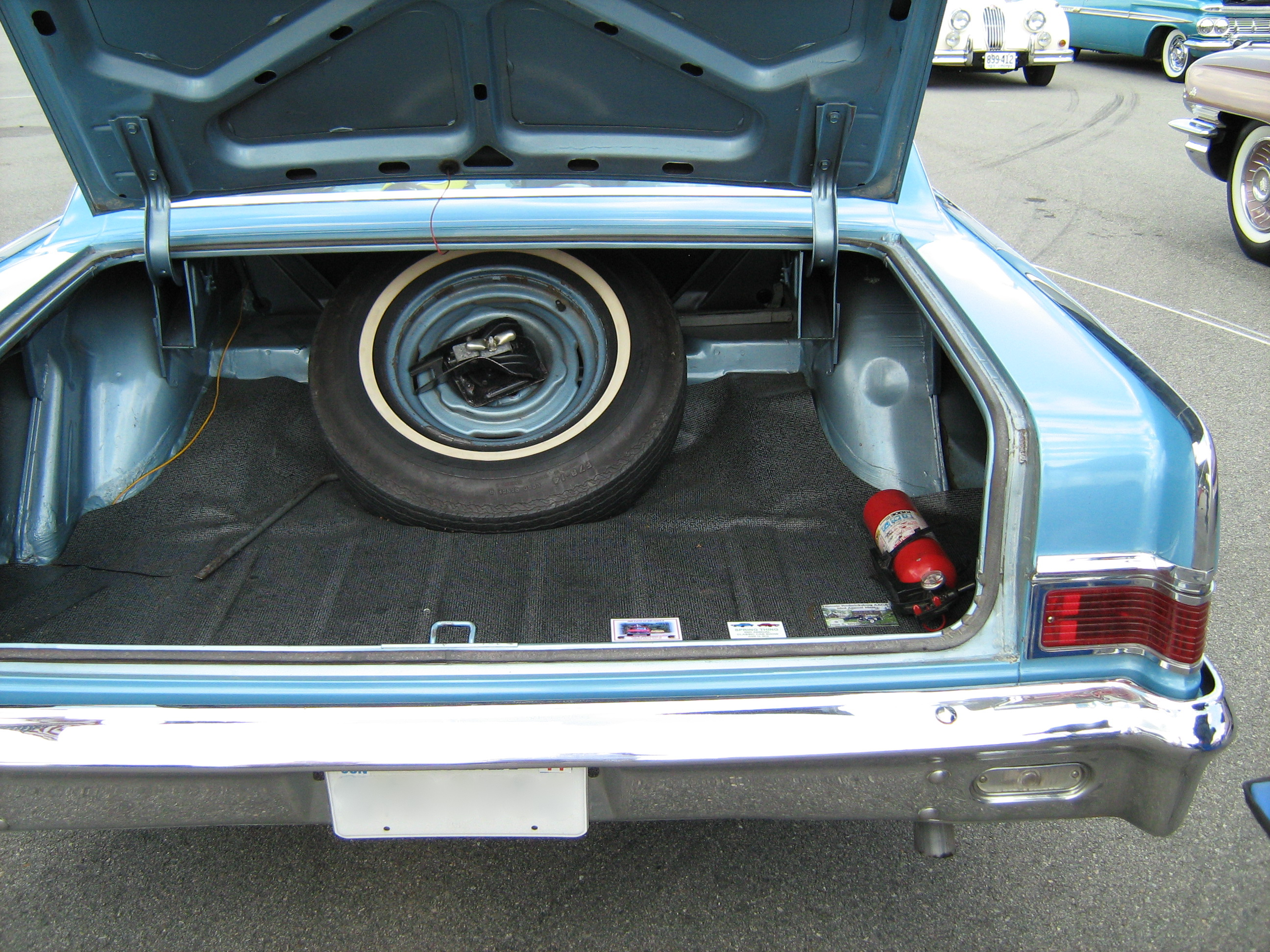
صندوق عقب با محلی برای تایر یدکی.

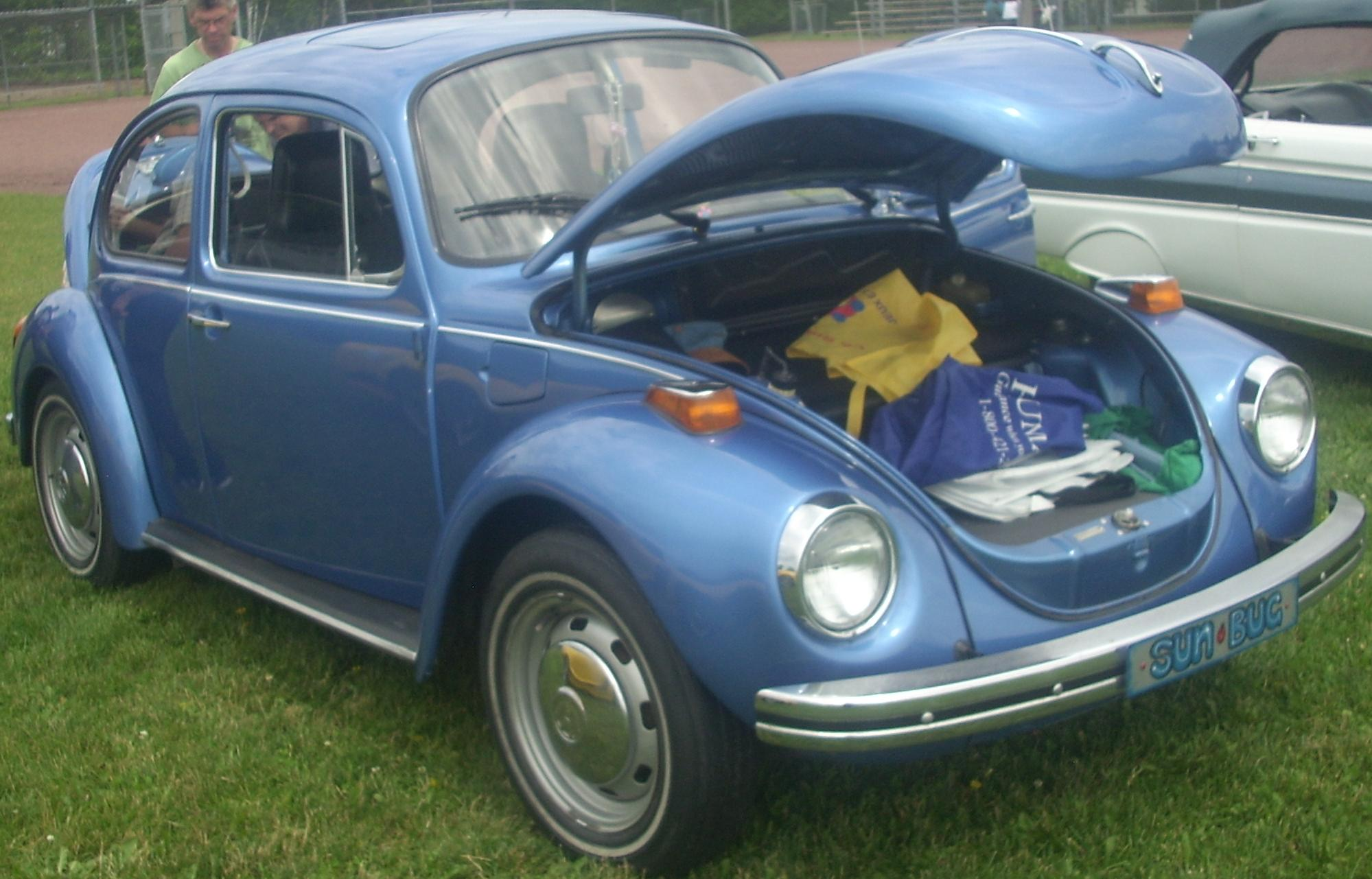
صندوق جلو در فولکس واگن قورباغه‌ای.

صندوق خودرو عمدتاً در عقب خودرو قرار دارد و در آن به سمت بالا باز می‌شود. در نخستین خودروهای ساخته شده، صندوق به عنوان یک وسیله جدا و خارجی در خودرو کار گذاشته می‌شد.
برخی از وسایل نقلیه با موتور وسط یا خودروهای برقی دارای دو صندوق در جلو و عقب هستند. نمونه اینها شامل فولکس واگن نوع ۳، پورشه ۹۱۴، پورشه Boxster، تویوتا MR2 و تسلا مدل S است.
خودروهای دارای موتور عقبی (مانند فولکس قورباغه‌ای و پورشه ۹۱۱) دارای صندوق توشه در جلوی کابین مسافر هستند.

## دهانه و در

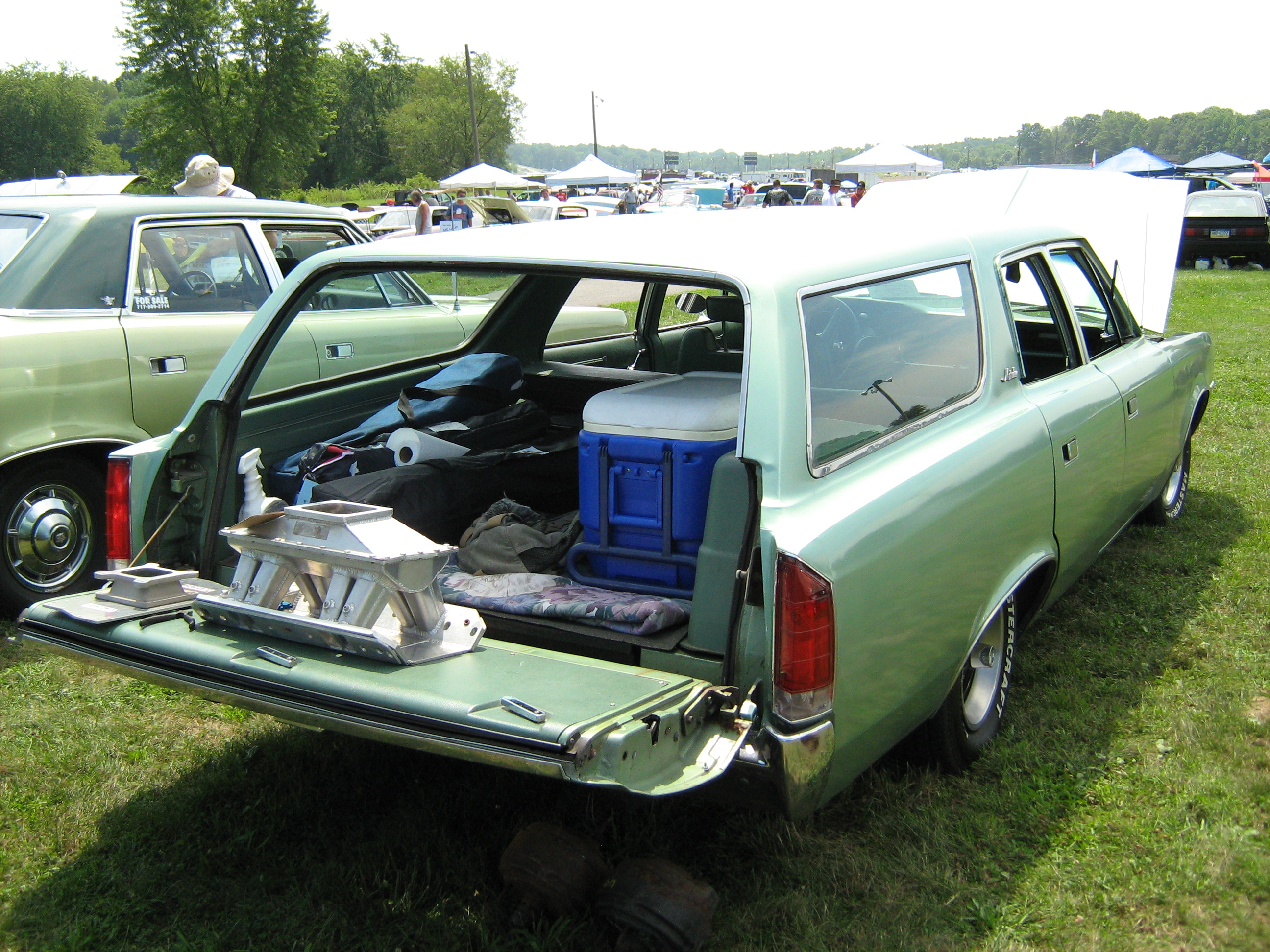
در عقب استیشن که به سمت پائین باز می‌شود.

در و دهانه صندوق خودرو ممکن است به صورت لولایی به سمت بالا، یا پائین یا کناره‌ها باز شود.

## توابع اضافی
صندوق خودرو علاوه بر حمل توشه، معمولاً محل نگهداری ابزارها و وسایل کمکی و تعمیراتی است. این اجزا ممکن است در صندوق وجود داشته باشند:
- لوازم اضطراری
- زاپاس
- جک و آچار
- کیف ابزار
- ابزارهای الکترونیکی و صوتی
- باتری و مخزن انرژی در خودورهای هیبرید (نگاه کنید به پلاگین هیبرید).
- جعبه فیوز
- مخزن گاز CNG/LPG
- صندلی‌های ردیف سوم و امکانات نشستن سرنشین اضافی در خودرو.

برخی از وسایل نقلیه دارای ساختار منعطف هستند و می‌توان از صندوق آن‌ها برای کارهای دیگر هم استفاده کرد. برای مثال در کرایسلر PT Cruiser صندوق می‌تواند به میز تبدیل شود.